# Ott Aardam
Ott Aardam (Saaremaa, 1º luglio 1980) è un attore estone.

## Biografia
Nato nel piccolo borgo di Orissaare nell'isola di Saaremaa, nel '95 conclude il Gymnasium locale, e tre anni più tardi quello di Saaremaa.
Trasferitosi a Tallinn per frequentare l'Accademia Estone di Musica e Teatro Drammatico, nel 2002 si diploma sotto la direzione del maestro di recitazione e attore Elmo Nüganen. Nello stesso corso di studi erano Priit Võigemast, Karin Rask, Maria Soomets, Hele Kõre, Mart Toome, Evelin Võigemast, Elisabet Reinsalu e Argo Aadli.

Nel 2002 debutta come attore nel film Nimed marmortahvlil di Elmo Nüganen, film sulla Guerra d'indipendenza estone combattuta dal 1918 al 1920, e basato sul romanzo omonimo di Albert Kivikas del 1936. Nello stesso anno entra per sei anni come attore al teatro Ugala di Viljandi, del quale diviene direttore creativo ad aprile del 2014.
Compare nella commedia estone-finlandese Kinnunen (2007), in Supilinna Salaselts (film d'avventura del 2015 diretto da Margus Paju), Päevad (commedia nera del 2016, diretta da Triin Ruumet), Keti lõpp (film drammatico del 2017, diretto da Priet Pääsuk). Dal 2003 ottiene una presenza stabile nella popolare serie televisiva Õnne 13 in onda sull'emittente estone ETV, oltre ad alcune comparse nelle serie  Kättemaksukontor e Viimane võmm.
Sposato con l'attrice Laura Peterson, è padre di tre figli.